# 渡邊進 (医学者)
渡邊 進（わたなべ すすむ、1922年〈大正11年〉6月15日 - 2003年〈平成15年〉12月22日）は、日本の医師・医学者・教育者・元地方公務員・医学博士（北海道大学）。北海道女子大学名誉学長・北海道女子短期大学名誉教授である。北海道出身で「渡辺進」とも表記される。
ただし、北海道女子短期大学記念誌では、「渡邉進」と表記されている。

## 来歴
1946年（昭和21年）、名古屋帝国大学医学部公衆衛生科を卒業する。同医学部助手を務める。翌年の1947年（昭和22年）に医師免許を取得する。
1948年（昭和23年）、札幌市役所教育部技師として入所する。
1949年（昭和24年）、札幌市保健所に入所する。1956年（昭和31年）、同所長となる。
1968年（昭和43年）、札幌市役所衛生局長を務める。1972年（昭和47年）同環境局長となる。
1979年（昭和54年）、札幌市役所退任。天使女子短期大学教授として教鞭をとる。
1985年（昭和60年）に北海道女子短期大学教授となる。同年に同保健センター長（～1990年）、また学校法人浅井学園評議員として務める。
1990年（平成2年）、北海道女子短期大学副学長に就任。
1992年（平成4年）、北海道女子短期大学4代学長 に就任。1995年（平成7年）、同学長を退任。北海道女子大学設置委員会長となる。1997年（平成9年）、北海道女子大学初代学長となる。
2000年（平成12年）、北海道女子大学退職。同名誉学長。北海道女子短期大学退職。同名誉教授 。

### 公職
- 財団法人結核予防会北海道支部長
- 財団法人北海道ガン協会常務理事
- 財団法人母子衛生研究会理事
- 北海道テレビ放送番組審議会委員・副委員長（1968年～1988年）[3]

## 研究
専門は公衆衛生学及び免疫学。北海道札幌市における結核の疫学的研究、その他、女子短期大学の健康の実情と問題点とその解決方法や、学校保健の将来の展望を調査・研究する。

## エピソード
- 北海道女子大学の創立に関与し、大学行政にも貢献した。
- 園芸やゴルフ、絵画制作など多彩な趣味を持つ[4]。

## 受賞歴
- 空気調和・衛生工学会賞（第11回（1974年）・第13回（1976年））
- 厚生大臣表彰（1981年）

## 著書
- 笠井義男著、渡邊編『笠井義男先生を偲んで』（結核予防会北海道支部, 1969年）
- 渡邊著、蒼生書房編集部編『ナース切手帳:世界の切手に描かれる看護婦の姿』（蒼生書房, 1991年）
- 『マラリアと飢餓の戦線 : 一軍医の東部ニューギニア戦従軍記』（自費出版, 1994年）

## 駐
1. ↑  『北海道人物・人材情報リスト2004　な－わ』（日外アソシエーツ編集・発行、2003年）p.2308
2. ↑  『「現代物故者事典」総索引（昭和元年〜平成23年） II 学術・文芸・芸術篇』（日外アソシエーツ、2012年）p.1213
3. 1 2  以上につき創立三十周年記念誌執筆編集委員会編『創立三十年』（北海道女子短期大学, 1993年）p.39-40
4. 1 2  以上につき『北海道人物・人材情報リスト2004　な－わ』（日外アソシエーツ編集・発行、2003年）p.2308